# Eau Galle (Contea di St. Croix, Wisconsin)
Eau Galle è un comune degli Stati Uniti, situato in Wisconsin, nella Contea di St. Croix.